# Cupa României la handbal feminin 2019-2020
Cupa României la handbal feminin 2019-2020 a fost a 35-a ediție a competiției de handbal feminin românesc organizată de Federația Română de Handbal (FRH) cu începere din 1978. Datele celor patru etape ale ediției 2019-2020 a Cupei au fost precizate în regulamentul de desfășurare a Cupei României, publicat pe 18 august 2019, pe pagina oficială a FRH.
Competiția a fost sponsorizată de Fan Courier și a purtat numele de Cupa României Fan Courier feminin.
Ediția din 2020 a fost câștigată de SCM Râmnicu Vâlcea, care a învins în finală pe CSM București cu scorul de 22–19. Finala a ținut și locul Supercupei României 2019-2020, așa că formația vâlceană a câștigat două trofee în urma acestui meci.

## Echipe participante
Conform regulamentului, la ediția 2019-2020 a Cupei României au participat „toate echipele din Liga Națională și echipele din Divizia A, excepție făcând echipele de Divizia A – echipe de junioare, echipele C.N.E. sau C.N.O.P.J., sau a doua echipă a unui club din Liga Națională”.

## Tragerile la sorți și datele manșelor
| Rundă                     | Data tragerii la sorți | Data partidelor    |
| ------------------------- | ---------------------- | ------------------ |
| Turul preliminar          | 14 octombrie 2019      | 27 octombrie 2019  |
| Șaisprezecimile de finală | 19 noiembrie 2019      | 15 ianuarie 2020   |
| Optimile de finală        | 23 ianuarie 2020       | 18 februarie 2020  |
| Sferturile de finală      | 20 februarie 2020      | 11 martie 2020     |
| Final4                    |                        | 25–26 aprilie 2020 |

## Sistem
Competiția s-a desfășurat cu un tur preliminar, cu șaisprezecimi de finală, optimi de finală, sferturi de finală și un turneu final de tip Final Four. Orașul care a găzduit formatul final cu 4 echipe a fost stabilit de către Comisia Centrală de Competiții a FRH la o dată ulterioară începerii întrecerii. Conform regulamentului de desfășurare a competiției, echipele interesate de organizarea Final Four ar fi avut posibilitatea „a prezenta o scrisoare de intenție până la data tragerilor la sorți pentru alocarea drepturilor de organizare a fazei finale a Cupei României”. Deoarece faza finală a Cupei României s-a desfășurat fără spectatori din cauza pandemiei de coronaviroză, nici o echipă nu și-a exprimat interesul de a o găzdui, așa că FRH a decis organizarea ei la Sala Polivalentă din București.

## Partide

### Turul preliminar
La acest tur au participat doar echipele înscrise în Divizia A și având drept de promovare. Numele acestor echipe au fost notate pe bilete și au fost introduse într-o urnă, fiind apoi trase la sorți. Primele echipe extrase s-au calificat direct în faza șaisprezecimilor Cupei României. Celelalte echipe extrase au jucat într-un tur preliminar. Tragerea la sorți a avut loc pe 14 octombrie 2019, de la ora 11:00, la sediul FRH.
În urma tragerii la sorți au rezultat partidele de mai jos. Câștigătoarele celor trei meciuri au completat lista echipelor calificate în șaisprezecimile Cupei României.
| 27 octombrie 2019 12:00 | HCF Piatra Neamț | 18 – 24 | CSU Știința București | Sala Polivalentă, Piatra Neamț Arbitri: Badiu, Barbu |
| 27 octombrie 2019 12:00 | Dorneanu 6       | (8–11)  | Leahu 8               | Sala Polivalentă, Piatra Neamț Arbitri: Badiu, Barbu |
| 27 octombrie 2019 12:00 | 2× 1×            | Raport  | 7× 2×                 | Sala Polivalentă, Piatra Neamț Arbitri: Badiu, Barbu |

| 27 octombrie 2019 13:30 | CSU Oradea       | 15 – 22 | CSU Reșița | Sala Sporturilor, Oradea Arbitri: Gherman, Moldovan |
| 27 octombrie 2019 13:30 | Abodi, Preduca 4 | (8–9)   | Vlădășel 8 | Sala Sporturilor, Oradea Arbitri: Gherman, Moldovan |
| 27 octombrie 2019 13:30 | 2× 1×            | Raport  | 6× 2×      | Sala Sporturilor, Oradea Arbitri: Gherman, Moldovan |

| 27 octombrie 2019 14:00 | CS Dacia Mioveni 2012      | 42 – 20 | Școala 181 București | Sala Sporturilor „Trivale”, Pitești Arbitri: Nacu, Rucoi |
| 27 octombrie 2019 14:00 | Constantinescu, Prelević 9 | (20–10) | Milea 6              | Sala Sporturilor „Trivale”, Pitești Arbitri: Nacu, Rucoi |
| 27 octombrie 2019 14:00 | 2×                         | Raport  | 1×                   | Sala Sporturilor „Trivale”, Pitești Arbitri: Nacu, Rucoi |

### Șaisprezecimile de finală
Șaisprezecimile de finală au fost stabilite inițial a se desfășura pe 15 ianuarie 2020, într-un singur tur. Tragerea la sorți pentru stabilirea meciurilor din cadrul șaisprezecimilor de finală a avut loc pe 19 noiembrie 2019, la sediul FRH. Echipele au fost extrase pe rând din urnă, iar partidele s-au jucat după cum urmează: prima echipă extrasă a jucat cu a doua echipă extrasă, a treia echipă extrasă a jucat cu a patra echipă extrasă și așa mai departe. Pentru fiecare partidă, echipa extrasă prima a fost gazdă, iar echipa extrasă a doua a fost oaspete. În cazurile în care o echipă din Divizia A a jucat împotriva unei echipe din Liga Națională, partida s-a desfășurat pe terenul echipei din Divizia A. Câștigătoarele partidelor au avansat în optimile de finală.
În urma tragerii la sorți au rezultat partidele de mai jos.
| 11 ianuarie 2020 13:30 | CS Marta Baia Mare | 18 – 32 | CSM București | Sala Sporturilor „Lascăr Pană”, Baia Mare Asistență: 500 Arbitri: Baghiu, Fiscu |
| 11 ianuarie 2020 13:30 | Demian 6           | (13–12) | Pintea 7      | Sala Sporturilor „Lascăr Pană”, Baia Mare Asistență: 500 Arbitri: Baghiu, Fiscu |
| 11 ianuarie 2020 13:30 | 1× 3×              | Raport  | 3× 2×         | Sala Sporturilor „Lascăr Pană”, Baia Mare Asistență: 500 Arbitri: Baghiu, Fiscu |

| 14 ianuarie 2020 17:30 | ACS Spartac UNEFS București | 15 – 48 | SCM Gloria Buzău                          | Sala „Rapid”, București Arbitri: Chirițoiu, Neagu |
| 14 ianuarie 2020 17:30 | Popa 5                      | (8–26)  | Apetrei, Condurache, Subțirică, Șelever 6 | Sala „Rapid”, București Arbitri: Chirițoiu, Neagu |
| 14 ianuarie 2020 17:30 | 2×                          | Raport  | 1× 1×                                     | Sala „Rapid”, București Arbitri: Chirițoiu, Neagu |

| 15 ianuarie 2020 11:00 | CSM Roman | 30 – 25 | CS Universitatea Reșița | Sala Polivalentă, Roman Arbitri: Avădani, Popovici |
| 15 ianuarie 2020 11:00 | Neamțu 11 | (15–15) | Vlădășel 6              | Sala Polivalentă, Roman Arbitri: Avădani, Popovici |
| 15 ianuarie 2020 11:00 | 3× 2×     | Raport  | 2× 2×                   | Sala Polivalentă, Roman Arbitri: Avădani, Popovici |

| 15 ianuarie 2020 14:00 | CSU Neptun Constanța | 29 – 32 | CSU Cluj-Napoca | Sala Sporturilor, Constanța Arbitri: Basso, Tofan |
| 15 ianuarie 2020 14:00 | Oprică 10            | (16–16) | Dindiligan 9    | Sala Sporturilor, Constanța Arbitri: Basso, Tofan |
| 15 ianuarie 2020 14:00 | Raport               |         |                 | Sala Sporturilor, Constanța Arbitri: Basso, Tofan |

| 15 ianuarie 2020 15:00 | ACS Crișul Chișineu-Criș | 27 – 38 | CS Minaur Baia Mare | Sala Sporturilor „Victoria”, Arad Arbitri: Nacu, Rucoi |
| 15 ianuarie 2020 15:00 | Klimek 6                 | (9–23)  | Seraficeanu 6       | Sala Sporturilor „Victoria”, Arad Arbitri: Nacu, Rucoi |
| 15 ianuarie 2020 15:00 | 1× 3×                    | Raport  | 2× 1×               | Sala Sporturilor „Victoria”, Arad Arbitri: Nacu, Rucoi |

| 15 ianuarie 2020 15:30 | HC Dinamo București | 28 – 22 | CSU Târgoviște | Sala Elite, București Arbitri: Cânța, Nicolae |
| 15 ianuarie 2020 15:30 | M.Arvatu 7          | (11–12) | Liță 10        | Sala Elite, București Arbitri: Cânța, Nicolae |
| 15 ianuarie 2020 15:30 | 2× 3×               | Raport  | 2× 1×          | Sala Elite, București Arbitri: Cânța, Nicolae |

| 15 ianuarie 2020 16:00 | CS Dacia Mioveni 2012 | 33 – 27 | CSM Târgu Mureș | Sala Sporturilor Trivale, Pitești Arbitri: Ghiorghișor, State |
| 15 ianuarie 2020 16:00 | Cîrjan 8              | (16–12) | Târșoagă 7      | Sala Sporturilor Trivale, Pitești Arbitri: Ghiorghișor, State |
| 15 ianuarie 2020 16:00 | 2× 3×                 | Raport  | 3× 1×           | Sala Sporturilor Trivale, Pitești Arbitri: Ghiorghișor, State |

| 15 ianuarie 2020 TVR 217:00 | HC Dunărea Brăila | 31 – 28 | HC Zalău | Sala Polivalentă „Danubius”, Brăila Arbitri: Fânață, Hendrea |
| 15 ianuarie 2020 TVR 217:00 | Dmitrović 6       | (15–13) | Șerban 6 | Sala Polivalentă „Danubius”, Brăila Arbitri: Fânață, Hendrea |
| 15 ianuarie 2020 TVR 217:00 | 6× 2×             | Raport  | 5× 2×    | Sala Polivalentă „Danubius”, Brăila Arbitri: Fânață, Hendrea |

| 15 ianuarie 2020 17:00 | CS Activ Prahova Ploiești | 19 – 24 | AHCM Slobozia | Sala Sporturilor Olimpia, Ploiești Arbitri: Lungu, Paraschiv |
| 15 ianuarie 2020 17:00 | Leuștean 7                | (8–11)  | Georgescu 8   | Sala Sporturilor Olimpia, Ploiești Arbitri: Lungu, Paraschiv |
| 15 ianuarie 2020 17:00 | 5× 2×                     | Raport  | 8× 2× 2×      | Sala Sporturilor Olimpia, Ploiești Arbitri: Lungu, Paraschiv |

| 15 ianuarie 2020 17:00 | CSM Galați | 20 – 22 | CS Rapid București | Sala Sporturilor „Dunărea”, Galați Arbitri: Pârvu, Potîrniche |
| 15 ianuarie 2020 17:00 | Cioaric 7  | (12–12) | Lazăr 5            | Sala Sporturilor „Dunărea”, Galați Arbitri: Pârvu, Potîrniche |
| 15 ianuarie 2020 17:00 | 6×         | Raport  | × 1× 1×            | Sala Sporturilor „Dunărea”, Galați Arbitri: Pârvu, Potîrniche |

| 15 ianuarie 2020 18:00 | CSM Târgu Jiu | 23 – 30 | SCM Craiova | Sala Sporturilor, Târgu Jiu Arbitri: Mârza, Nedelea |
| 15 ianuarie 2020 18:00 | Zinatulina 8  | (11–12) | Vizitiu 7   | Sala Sporturilor, Târgu Jiu Arbitri: Mârza, Nedelea |
| 15 ianuarie 2020 18:00 | Raport        |         |             | Sala Sporturilor, Târgu Jiu Arbitri: Mârza, Nedelea |

| 15 ianuarie 2020 18:00 | CS Danubius Călărași | 17 – 34 | CSM Slatina            | Sala de sport „Ion C. Neagu”, Călărași Arbitri: Popa, Velișca |
| 15 ianuarie 2020 18:00 | Bidașcu, Croitoru 6  | (10–16) | Cârligeanu, Drăghici 4 | Sala de sport „Ion C. Neagu”, Călărași Arbitri: Popa, Velișca |
| 15 ianuarie 2020 18:00 | Raport               |         |                        | Sala de sport „Ion C. Neagu”, Călărași Arbitri: Popa, Velișca |

| 15 ianuarie 2020 TVR 118:30 | CS Măgura Cisnădie | 17 – 28 | SCM Râmnicu Vâlcea | Sala Polivalentă „Măgura”, Cisnădie Arbitri: Iliescu, Manea |
| 15 ianuarie 2020 TVR 118:30 | Moldovan, Ujkić 5  | (10–12) | Elghaoui 5         | Sala Polivalentă „Măgura”, Cisnădie Arbitri: Iliescu, Manea |
| 15 ianuarie 2020 TVR 118:30 | 1× 1×              | Raport  | 5× 2×              | Sala Polivalentă „Măgura”, Cisnădie Arbitri: Iliescu, Manea |

| 22 ianuarie 2020 12:00 | CSU de Vest Timișoara | 25 – 46 | CS Gloria 2018 Bistrița | Sala UVT, Timișoara Arbitri: Dumitru, Ionescu |
| 22 ianuarie 2020 12:00 | Istrate 10            | (12–23) | Țanc 12                 | Sala UVT, Timișoara Arbitri: Dumitru, Ionescu |
| 22 ianuarie 2020 12:00 | 2× 2×                 | Raport  | 2× 2×                   | Sala UVT, Timișoara Arbitri: Dumitru, Ionescu |

| 15 ianuarie 2020 | CSU Știința București | 10 – 01) | CSM Corona Brașov | Sala Concordia, București |
| 15 ianuarie 2020 | Raport                |          |                   | Sala Concordia, București |
| 15 ianuarie 2020 |                       |          |                   | Sala Concordia, București |

| 15 ianuarie 2020 | CS Știința Bacău | 10 – 02) | Székelyudvarhelyi NKK | Sala Sporturilor, Bacău |
| 15 ianuarie 2020 | Raport           |          |                       | Sala Sporturilor, Bacău |
| 15 ianuarie 2020 |                  |          |                       | Sala Sporturilor, Bacău |

### Optimile de finală
Optimile de finală au fost stabilite inițial a se desfășura pe 15 februarie 2020, într-un singur tur. Tragerea la sorți pentru stabilirea meciurilor din cadrul optimilor de finală a avut loc pe 23 ianuarie 2020, începând de la ora 11:00, la sediul FRH. Echipele au fost extrase pe rând din urnă, iar partidele s-au jucat după cum urmează: prima echipă extrasă a jucat cu a doua echipă extrasă, a treia echipă extrasă a jucat cu a patra echipă extrasă și așa mai departe. Pentru fiecare partidă, echipa extrasă prima a fost gazdă, iar echipa extrasă a doua a fost oaspete. În cazurile în care o echipă din Divizia A a jucat împotriva unei echipe din Liga Națională, partida s-a desfășurat pe terenul echipei din Divizia A. Câștigătoarele partidelor au avansat în sferturile de finală.
În urma tragerii la sorți au rezultat partidele de mai jos. Pe 23 ianuarie 2020, FRH a anunțat că faza optimilor, prevăzută anterior pentru 15 februarie, se va desfășura pe 18 februarie „datorită modificării programului de pregătire al echipei naționale de senioare din luna februarie 2020”.
| 17 februarie 2020 17:00 | CS Dacia Mioveni 2012 | 14 – 34 | CSM București | Sala Sporturilor Trivale, Pitești Arbitri: Ciutacu, Tiță |
| 17 februarie 2020 17:00 | Pîrvulescu 4          | (7–14)  | Omoregie 9    | Sala Sporturilor Trivale, Pitești Arbitri: Ciutacu, Tiță |
| 17 februarie 2020 17:00 | 1×                    | Raport  | 4× 2×         | Sala Sporturilor Trivale, Pitești Arbitri: Ciutacu, Tiță |

| 18 februarie 2020 13:30 | HC Dinamo București | 15 – 37 | CSM Slatina | Sala Polivalentă, București Arbitri: Constantin, Enache |
| 18 februarie 2020 13:30 | Birton, Mihai 4     | (6–16)  | Vasiliu 9   | Sala Polivalentă, București Arbitri: Constantin, Enache |
| 18 februarie 2020 13:30 | 3× 1×               | Raport  | 1× 2×       | Sala Polivalentă, București Arbitri: Constantin, Enache |

| 18 februarie 2020 14:00 | CS Știința Bacău | 26 – 45 | CSU Cluj-Napoca | Sala Sporturilor, Bacău Arbitri: Lungu, Paraschiv |
| 18 februarie 2020 14:00 | Manoilă 8        | (12–23) | Mincu, Necula 7 | Sala Sporturilor, Bacău Arbitri: Lungu, Paraschiv |
| 18 februarie 2020 14:00 | 3× 1×            | Raport  | 5× 1×           | Sala Sporturilor, Bacău Arbitri: Lungu, Paraschiv |

| 18 februarie 2020 HC Dunărea Brăila Facebook15:00 | CSM Roman | 16 – 39 | HC Dunărea Brăila | Sala Polivalentă, Roman Arbitri: Cânța, Nicolae |
| 18 februarie 2020 HC Dunărea Brăila Facebook15:00 | Neamțu 7  | (7–19)  | Epureanu 8        | Sala Polivalentă, Roman Arbitri: Cânța, Nicolae |
| 18 februarie 2020 HC Dunărea Brăila Facebook15:00 | 3×        | Raport  | 1× 2×             | Sala Polivalentă, Roman Arbitri: Cânța, Nicolae |

| 18 februarie 2020 16:00 | CSU Știința București | 22 – 36 | SCM Gloria Buzău | Sala Concordia, București Arbitri: Doană, Gociu |
| 18 februarie 2020 16:00 | Cozma 7               | (9–19)  | Simion 10        | Sala Concordia, București Arbitri: Doană, Gociu |
| 18 februarie 2020 16:00 | 2× 1×                 | Raport  | 1×               | Sala Concordia, București Arbitri: Doană, Gociu |

| 18 februarie 2020 TVR 217:00 | CS Gloria 2018 Bistrița                   | 21 – 27 | SCM Râmnicu Vâlcea | Sala Polivalentă, Bistrița Arbitri: Cazan, Suliman |
| 18 februarie 2020 TVR 217:00 | Ardean-Elisei, Pristăvița, Vasilevskaia 4 | (11–13) | Glibko, Liščević 7 | Sala Polivalentă, Bistrița Arbitri: Cazan, Suliman |
| 18 februarie 2020 TVR 217:00 | 3× 3×                                     | Raport  | 5× 3×              | Sala Polivalentă, Bistrița Arbitri: Cazan, Suliman |

| 18 februarie 2020 17:00 | CS Minaur Baia Mare | 29 – 20 | AHCM Slobozia | Sala Sporturilor „Lascăr Pană”, Baia Mare Arbitri: Agliceriu, Turdean |
| 18 februarie 2020 17:00 | Seraficeanu 6       | (12–9)  | Toma 6        | Sala Sporturilor „Lascăr Pană”, Baia Mare Arbitri: Agliceriu, Turdean |
| 18 februarie 2020 17:00 | 2× 3×               | Raport  | 1× 2×         | Sala Sporturilor „Lascăr Pană”, Baia Mare Arbitri: Agliceriu, Turdean |

| 18 februarie 2020 18:00 | CS Rapid București | 25 – 20 | SCM Craiova     | Sala „Rapid”, București Arbitri: Sîrbu, Serdiuc |
| 18 februarie 2020 18:00 | Livrinikj 9        | (15–13) | Burcea, Colac 4 | Sala „Rapid”, București Arbitri: Sîrbu, Serdiuc |
| 18 februarie 2020 18:00 | 4× 2×              | Raport  | 5× 1×           | Sala „Rapid”, București Arbitri: Sîrbu, Serdiuc |

### Sferturile de finală
Tragerea la sorți pentru stabilirea meciurilor din cadrul sferturilor de finală a avut loc pe 20 februarie 2020, începând de la ora 11:00, la sediul FRH. Echipele au fost extrase pe rând din urnă, iar partidele s-au jucat după cum urmează: prima echipă extrasă a jucat cu a doua echipă extrasă, a treia echipă extrasă a jucat cu a patra echipă extrasă și așa mai departe. Pentru fiecare partidă, echipa extrasă prima a fost gazdă, iar echipa extrasă a doua a fost oaspete. Câștigătoarele partidelor au avansat în Final4.
În urma tragerii la sorți au rezultat partidele de mai jos:
| 12 martie 2020 TVR 217:00 | CSU Cluj-Napoca | 32 – 40 | CS Rapid București | Sala Sporturilor „Horia Demian”, Cluj Arbitri: Pârvu, Potîrniche |
| 12 martie 2020 TVR 217:00 | Araújo 9        | (10–18) | Lazăr 10           | Sala Sporturilor „Horia Demian”, Cluj Arbitri: Pârvu, Potîrniche |
| 12 martie 2020 TVR 217:00 | 3× 1×           | Raport  | 8× 3×              | Sala Sporturilor „Horia Demian”, Cluj Arbitri: Pârvu, Potîrniche |

| 12 martie 2020 18:00 | SCM Gloria Buzău | 23 – 20 | CS Minaur Baia Mare | Sala Sporturilor „Romeo Iamandi”, Buzău Arbitri: Stark, Ștefan |
| 12 martie 2020 18:00 | Rotaru           | (8–9)   | Popa                | Sala Sporturilor „Romeo Iamandi”, Buzău Arbitri: Stark, Ștefan |
| 12 martie 2020 18:00 | 5× 2×            | Raport  | 3× 2×               | Sala Sporturilor „Romeo Iamandi”, Buzău Arbitri: Stark, Ștefan |

Pe 8 martie 2020, Federația Română de Handbal a anunțat că numărul total al persoanelor prezente în sălile de sport în timpul partidelor nu trebuie să depășească 1000, în conformitate cu decizia din aceeași zi a Departamentului pentru Situații de Urgență și a Ministerului Afacerilor Interne, pentru a preîntâmpina răspândirea virusului Covid-19. Pe 13 martie, Federația Română de Handbal a decis „sistarea tuturor competițiilor de handbal organizate sub egida F.R.H., A.J.H., A.M.H. până la data de 31 martie”.
În ședința Consiliului de Administrație a FRH din 24 august 2020 s-a decis reluarea competițiilor, iar intervalul 3–6 septembrie a fost stabilit ca dată de desfășurare a partidelor restante din Cupa României. S-a hotărât ca cele două partide amânate din cadrul sferturilor de finală să se joace în Sala Polivalentă din București, pe 3 septembrie, împreună cu partidele din Final4, programate în zilele următoare. Toate meciurile urmează să fie transmise de Televiziunea Română, iar accesul spectatorilor va fi interzis.
Pe 2 septembrie, clubul HC Dunărea Brăila a înștiințat oficial FRH că în urma testărilor făcute în vederea participării la Cupa României, „în cadrul echipei au fost persoane depistate pozitiv cu SARS COV-2”. Din acest motiv, HC Dunărea Brăila și-a anunțat retragerea din competiție. În consecință, FRH a anulat partida și a decis ca SCM Râmnicu Vâlcea să avanseze direct în Final4, iar partida dintre CSM București și CSM Slatina, programată inițial pentru ora 15:00, a fost reprogramată la ora 18:00.
| 3 septembrie 2020 TVR 215:00TVR 118:00 | CSM București | 34 – 17 | CSM Slatina     | Sala Polivalentă, București Asistență: 0 Arbitri: Doană, Gociu |
| 3 septembrie 2020 TVR 215:00TVR 118:00 | Neagu 6       | (18–11) | Ivan, Popescu 4 | Sala Polivalentă, București Asistență: 0 Arbitri: Doană, Gociu |
| 3 septembrie 2020 TVR 215:00TVR 118:00 | 2×            | Raport  | 2× 1×           | Sala Polivalentă, București Asistență: 0 Arbitri: Doană, Gociu |

| 3 septembrie 2020 TVR 118:00 | SCM Râmnicu Vâlcea | Anulat | HC Dunărea Brăila | Sala Polivalentă, București |
| 3 septembrie 2020 TVR 118:00 | Raport             |        |                   | Sala Polivalentă, București |
| 3 septembrie 2020 TVR 118:00 |                    |        |                   | Sala Polivalentă, București |

### Final4
Faza finală a Cupei României s-a desfășurat în sistem Final4. Conform regulamentului, localitatea unde să se dispute partidele ar fi trebuit stabilită pe parcursul competiției, „urmând ca echipele să-și manifeste interesul de a organiza evenimentul. În cazul în care nici unul dintre cluburi nu-și va dori acest lucru, de organizare se va ocupa Federația Română de Handbal.”
Tragerea la sorți pentru stabilirea semifinalelor Cupei României din cadrul Final4 a avut loc pe 16 iulie 2020, la sediul FRH, și a fost coordonată de Cristina Vărzaru, Secretarul General al FRH. Procedura s-a desfășurat online, din cauza pandemiei de coronaviroză. În urma tragerii la sorți au fost decise partidele de mai jos.
În ședința Consiliului de Administrație a FRH din 24 august 2020 s-a decis ca formatul Final4 să se desfășoare pe 5–6 septembrie, în Sala Polivalentă din București. Toate meciurile au fost transmise de Televiziunea Română, iar accesul spectatorilor a fost interzis.

#### Semifinalele
| 5 septembrie 2020 TVR 211:00 | CS Rapid București | 23 – 30 | SCM Râmnicu Vâlcea | Sala Polivalentă, București Asistență: 0 Arbitri: Năstase, Stancu |
| 5 septembrie 2020 TVR 211:00 | Todor, Popa 6      | (10–14) | Elghaoui, López 6  | Sala Polivalentă, București Asistență: 0 Arbitri: Năstase, Stancu |
| 5 septembrie 2020 TVR 211:00 | 2× 2×              | Raport  | 5× 3×              | Sala Polivalentă, București Asistență: 0 Arbitri: Năstase, Stancu |

| 5 septembrie 2020 TVR 118:00 | CSM București | 30 – 16 | SCM Gloria Buzău | Sala Polivalentă, București Asistență: 0 Arbitri: Cazan, Suliman |
| 5 septembrie 2020 TVR 118:00 | Neagu 5       | (14–6)  | Livrinikj 6      | Sala Polivalentă, București Asistență: 0 Arbitri: Cazan, Suliman |
| 5 septembrie 2020 TVR 118:00 | 4× 2×         | Raport  | 1× 3×            | Sala Polivalentă, București Asistență: 0 Arbitri: Cazan, Suliman |

#### Finala mică
| 6 septembrie 2020 TVR 211:00 | CS Rapid București | 17 – 22 | SCM Gloria Buzău | Sala Polivalentă, București Asistență: 0 Arbitri: Doană, Gociu |
| 6 septembrie 2020 TVR 211:00 | Constantinescu 5   | (8–14)  | Iuganu 8         | Sala Polivalentă, București Asistență: 0 Arbitri: Doană, Gociu |
| 6 septembrie 2020 TVR 211:00 | 5× 3×              | Raport  | 4× 2×            | Sala Polivalentă, București Asistență: 0 Arbitri: Doană, Gociu |

#### Finala
| 6 septembrie 2020 TVR 118:00 | SCM Râmnicu Vâlcea | 22 – 19 | CSM București | Sala Polivalentă, București Asistență: 0 Arbitri: Năstase, Stancu |
| 6 septembrie 2020 TVR 118:00 | Glibko 5           | (15–7)  | Neagu 7       | Sala Polivalentă, București Asistență: 0 Arbitri: Năstase, Stancu |
| 6 septembrie 2020 TVR 118:00 | 4× 3× 1×           | Raport  | 7× 2×         | Sala Polivalentă, București Asistență: 0 Arbitri: Năstase, Stancu |

## Etapele competiției
|  | Șaisprezecimi de finală        | Șaisprezecimi de finală |                                      |    | Optimi de finală   | Optimi de finală |                                   |                                   | Sferturi de finală | Sferturi de finală |  |  | Semifinale | Semifinale |  |  | Finala | Finala |
|  |                                |                         |                                      |    |                    |                  |                                   |                                   |                    |                    |  |  |            |            |  |  |        |        |
|  | Meci pierdut prin neprezentare |                         |                                      |    |                    |                  |                                   |                                   |                    |                    |  |  |            |            |  |  |        |        |
|  |                                |                         |                                      |    |                    |                  |                                   |                                   |                    |                    |  |  |            |            |  |  |        |        |
|  | CS Știința Bacău               | 10                      |                                      |    |                    |                  |                                   |                                   |                    |                    |  |  |            |            |  |  |        |        |
|  | CS Știința Bacău               | 10                      | 18 februarie 2020                    |    |                    |                  |                                   |                                   |                    |                    |  |  |            |            |  |  |        |        |
|  | Székelyudvarhelyi NKK          | 0                       |                                      |    |                    |                  |                                   |                                   |                    |                    |  |  |            |            |  |  |        |        |
|  | Székelyudvarhelyi NKK          | 0                       | CS Știința Bacău                     | 26 |                    |                  |                                   |                                   |                    |                    |  |  |            |            |  |  |        |        |
|  | 15 ianuarie 2020               |                         | CS Știința Bacău                     | 26 |                    |                  |                                   |                                   |                    |                    |  |  |            |            |  |  |        |        |
|  |                                | „U” Cluj                | 45                                   |    |                    |                  |                                   |                                   |                    |                    |  |  |            |            |  |  |        |        |
|  | CSU Neptun Constanța           | „U” Cluj                | 45                                   | 29 |                    |                  |                                   |                                   |                    |                    |  |  |            |            |  |  |        |        |
|  | CSU Neptun Constanța           |                         | 12 martie 2020                       | 29 |                    |                  |                                   |                                   |                    |                    |  |  |            |            |  |  |        |        |
|  | „U” Cluj                       | 32                      |                                      |    |                    |                  |                                   |                                   |                    |                    |  |  |            |            |  |  |        |        |
|  | „U” Cluj                       | 32                      | „U” Cluj                             | 32 |                    |                  |                                   |                                   |                    |                    |  |  |            |            |  |  |        |        |
|  | 15 ianuarie 2020               |                         | „U” Cluj                             | 32 |                    |                  |                                   |                                   |                    |                    |  |  |            |            |  |  |        |        |
|  |                                | CS Rapid București      | 40                                   |    |                    |                  |                                   |                                   |                    |                    |  |  |            |            |  |  |        |        |
|  | CSM Galați                     | CS Rapid București      | 40                                   | 20 |                    |                  |                                   |                                   |                    |                    |  |  |            |            |  |  |        |        |
|  | CSM Galați                     | 18 februarie 2020       |                                      | 20 |                    |                  |                                   |                                   |                    |                    |  |  |            |            |  |  |        |        |
|  | CS Rapid București             | 22                      |                                      |    |                    |                  |                                   |                                   |                    |                    |  |  |            |            |  |  |        |        |
|  | CS Rapid București             | 22                      | CS Rapid București                   | 25 |                    |                  |                                   |                                   |                    |                    |  |  |            |            |  |  |        |        |
|  | 15 ianuarie 2020               |                         | CS Rapid București                   | 25 |                    |                  |                                   |                                   |                    |                    |  |  |            |            |  |  |        |        |
|  |                                | SCM Craiova             | 20                                   |    |                    |                  |                                   |                                   |                    |                    |  |  |            |            |  |  |        |        |
|  | CSM Târgu Jiu                  | SCM Craiova             | 20                                   | 23 |                    |                  |                                   |                                   |                    |                    |  |  |            |            |  |  |        |        |
|  | CSM Târgu Jiu                  |                         | 5 septembrie 2020 25 aprilie 2020    | 23 |                    |                  |                                   |                                   |                    |                    |  |  |            |            |  |  |        |        |
|  | SCM Craiova                    | 30                      |                                      |    |                    |                  |                                   |                                   |                    |                    |  |  |            |            |  |  |        |        |
|  | SCM Craiova                    | 30                      | CS Rapid București                   | 23 |                    |                  |                                   |                                   |                    |                    |  |  |            |            |  |  |        |        |
|  | 22 ianuarie 2020               |                         | CS Rapid București                   | 23 |                    |                  |                                   |                                   |                    |                    |  |  |            |            |  |  |        |        |
|  |                                | SCM Râmnicu Vâlcea      | 30                                   |    |                    |                  |                                   |                                   |                    |                    |  |  |            |            |  |  |        |        |
|  | CSU Vest Timișoara             | SCM Râmnicu Vâlcea      | 30                                   | 25 |                    |                  |                                   |                                   |                    |                    |  |  |            |            |  |  |        |        |
|  | CSU Vest Timișoara             | 18 februarie 2020       |                                      | 25 |                    |                  |                                   |                                   |                    |                    |  |  |            |            |  |  |        |        |
|  | CS Gloria 2018 Bistrița        | 46                      |                                      |    |                    |                  |                                   |                                   |                    |                    |  |  |            |            |  |  |        |        |
|  | CS Gloria 2018 Bistrița        | 46                      | CS Gloria 2018 Bistrița              | 21 |                    |                  |                                   |                                   |                    |                    |  |  |            |            |  |  |        |        |
|  | 15 ianuarie 2020               |                         | CS Gloria 2018 Bistrița              | 21 |                    |                  |                                   |                                   |                    |                    |  |  |            |            |  |  |        |        |
|  |                                | SCM Râmnicu Vâlcea      | 27                                   |    |                    |                  |                                   |                                   |                    |                    |  |  |            |            |  |  |        |        |
|  | CS Măgura Cisnădie             | SCM Râmnicu Vâlcea      | 27                                   | 17 |                    |                  |                                   |                                   |                    |                    |  |  |            |            |  |  |        |        |
|  | CS Măgura Cisnădie             |                         | Meci anulat de FRH 3 septembrie 2020 | 17 |                    |                  |                                   |                                   |                    |                    |  |  |            |            |  |  |        |        |
|  | SCM Râmnicu Vâlcea             | 28                      |                                      |    |                    |                  |                                   |                                   |                    |                    |  |  |            |            |  |  |        |        |
|  | SCM Râmnicu Vâlcea             | 28                      | SCM Râmnicu Vâlcea                   | –  |                    |                  |                                   |                                   |                    |                    |  |  |            |            |  |  |        |        |
|  | 15 ianuarie 2020               |                         | SCM Râmnicu Vâlcea                   | –  |                    |                  |                                   |                                   |                    |                    |  |  |            |            |  |  |        |        |
|  |                                | HC Dunărea Brăila       | –                                    |    |                    |                  |                                   |                                   |                    |                    |  |  |            |            |  |  |        |        |
|  | CSM Roman                      | HC Dunărea Brăila       | –                                    | 30 |                    |                  |                                   |                                   |                    |                    |  |  |            |            |  |  |        |        |
|  | CSM Roman                      | 18 februarie 2020       |                                      | 30 |                    |                  |                                   |                                   |                    |                    |  |  |            |            |  |  |        |        |
|  | CSU Reșița                     | 25                      |                                      |    |                    |                  |                                   |                                   |                    |                    |  |  |            |            |  |  |        |        |
|  | CSU Reșița                     | 25                      | CSM Roman                            | 16 |                    |                  |                                   |                                   |                    |                    |  |  |            |            |  |  |        |        |
|  | 15 ianuarie 2020               |                         | CSM Roman                            | 16 |                    |                  |                                   |                                   |                    |                    |  |  |            |            |  |  |        |        |
|  |                                | HC Dunărea Brăila       | 39                                   |    |                    |                  |                                   |                                   |                    |                    |  |  |            |            |  |  |        |        |
|  | HC Dunărea Brăila              | HC Dunărea Brăila       | 39                                   | 31 |                    |                  |                                   |                                   |                    |                    |  |  |            |            |  |  |        |        |
|  | HC Dunărea Brăila              |                         | 6 septembrie 2020 26 aprilie 2020    | 31 |                    |                  |                                   |                                   |                    |                    |  |  |            |            |  |  |        |        |
|  | HC Zalău                       | 28                      |                                      |    |                    |                  |                                   |                                   |                    |                    |  |  |            |            |  |  |        |        |
|  | HC Zalău                       | 28                      | SCM Râmnicu Vâlcea                   | 22 |                    |                  |                                   |                                   |                    |                    |  |  |            |            |  |  |        |        |
|  | 15 ianuarie 2020               |                         | SCM Râmnicu Vâlcea                   | 22 |                    |                  |                                   |                                   |                    |                    |  |  |            |            |  |  |        |        |
|  |                                | CSM București           | 19                                   |    |                    |                  |                                   |                                   |                    |                    |  |  |            |            |  |  |        |        |
|  | CS Dacia Mioveni 2012          | CSM București           | 19                                   | 33 |                    |                  |                                   |                                   |                    |                    |  |  |            |            |  |  |        |        |
|  | CS Dacia Mioveni 2012          | 17 februarie 2020       |                                      | 33 |                    |                  |                                   |                                   |                    |                    |  |  |            |            |  |  |        |        |
|  | CSM Târgu Mureș                | 27                      |                                      |    |                    |                  |                                   |                                   |                    |                    |  |  |            |            |  |  |        |        |
|  | CSM Târgu Mureș                | 27                      | CS Dacia Mioveni 2012                | 14 |                    |                  |                                   |                                   |                    |                    |  |  |            |            |  |  |        |        |
|  | 11 ianuarie 2020               |                         | CS Dacia Mioveni 2012                | 14 |                    |                  |                                   |                                   |                    |                    |  |  |            |            |  |  |        |        |
|  |                                | CSM București           | 34                                   |    |                    |                  |                                   |                                   |                    |                    |  |  |            |            |  |  |        |        |
|  | CS Marta Baia Mare             | CSM București           | 34                                   | 18 |                    |                  |                                   |                                   |                    |                    |  |  |            |            |  |  |        |        |
|  | CS Marta Baia Mare             |                         | 3 septembrie 2020                    | 18 |                    |                  |                                   |                                   |                    |                    |  |  |            |            |  |  |        |        |
|  | CSM București                  | 32                      |                                      |    |                    |                  |                                   |                                   |                    |                    |  |  |            |            |  |  |        |        |
|  | CSM București                  | 32                      | CSM București                        | 34 |                    |                  |                                   |                                   |                    |                    |  |  |            |            |  |  |        |        |
|  | 15 ianuarie 2020               |                         | CSM București                        | 34 |                    |                  |                                   |                                   |                    |                    |  |  |            |            |  |  |        |        |
|  |                                | CSM Slatina             | 17                                   |    |                    |                  |                                   |                                   |                    |                    |  |  |            |            |  |  |        |        |
|  | HC Dinamo București            | CSM Slatina             | 17                                   | 28 |                    |                  |                                   |                                   |                    |                    |  |  |            |            |  |  |        |        |
|  | HC Dinamo București            | 18 februarie 2020       |                                      | 28 |                    |                  |                                   |                                   |                    |                    |  |  |            |            |  |  |        |        |
|  | CSU Târgoviște                 | 22                      |                                      |    |                    |                  |                                   |                                   |                    |                    |  |  |            |            |  |  |        |        |
|  | CSU Târgoviște                 | 22                      | HC Dinamo București                  | 15 |                    |                  |                                   |                                   |                    |                    |  |  |            |            |  |  |        |        |
|  | 15 ianuarie 2020               |                         | HC Dinamo București                  | 15 |                    |                  |                                   |                                   |                    |                    |  |  |            |            |  |  |        |        |
|  |                                | CSM Slatina             | 37                                   |    |                    |                  |                                   |                                   |                    |                    |  |  |            |            |  |  |        |        |
|  | CS Danubius Călărași           | CSM Slatina             | 37                                   | 17 |                    |                  |                                   |                                   |                    |                    |  |  |            |            |  |  |        |        |
|  | CS Danubius Călărași           |                         | 5 septembrie 2020 25 aprilie 2020    | 17 |                    |                  |                                   |                                   |                    |                    |  |  |            |            |  |  |        |        |
|  | CSM Slatina                    | 34                      |                                      |    |                    |                  |                                   |                                   |                    |                    |  |  |            |            |  |  |        |        |
|  | CSM Slatina                    | 34                      | CSM București                        | 30 |                    |                  |                                   |                                   |                    |                    |  |  |            |            |  |  |        |        |
|  | Meci anulat de FRH             |                         | CSM București                        | 30 |                    |                  |                                   |                                   |                    |                    |  |  |            |            |  |  |        |        |
|  |                                | SCM Gloria Buzău        | 16                                   |    | Finala mică        | Finala mică      |                                   |                                   |                    |                    |  |  |            |            |  |  |        |        |
|  | CSU Știința București          | SCM Gloria Buzău        | 16                                   | 10 | Finala mică        | Finala mică      |                                   |                                   |                    |                    |  |  |            |            |  |  |        |        |
|  | CSU Știința București          | 18 februarie 2020       | 18 februarie 2020                    | 10 |                    |                  | 6 septembrie 2020 26 aprilie 2020 | 6 septembrie 2020 26 aprilie 2020 |                    |                    |  |  |            |            |  |  |        |        |
|  | CSM Corona Brașov              | 18 februarie 2020       | 18 februarie 2020                    | 0  |                    |                  | 6 septembrie 2020 26 aprilie 2020 | 6 septembrie 2020 26 aprilie 2020 |                    |                    |  |  |            |            |  |  |        |        |
|  | CSM Corona Brașov              | CSU Știința București   | 22                                   | 0  | CS Rapid București | 17               |                                   |                                   |                    |                    |  |  |            |            |  |  |        |        |
|  | 14 ianuarie 2020               | CSU Știința București   | 22                                   |    | CS Rapid București | 17               |                                   |                                   |                    |                    |  |  |            |            |  |  |        |        |
|  |                                | SCM Gloria Buzău        | 36                                   |    | SCM Gloria Buzău   | 22               |                                   |                                   |                    |                    |  |  |            |            |  |  |        |        |
|  | Spartac București              | SCM Gloria Buzău        | 36                                   | 15 | SCM Gloria Buzău   | 22               |                                   |                                   |                    |                    |  |  |            |            |  |  |        |        |
|  | Spartac București              |                         | 12 martie 2020                       | 15 |                    |                  |                                   |                                   |                    |                    |  |  |            |            |  |  |        |        |
|  | SCM Gloria Buzău               | 48                      |                                      |    |                    |                  |                                   |                                   |                    |                    |  |  |            |            |  |  |        |        |
|  | SCM Gloria Buzău               | 48                      | SCM Gloria Buzău                     | 23 |                    |                  |                                   |                                   |                    |                    |  |  |            |            |  |  |        |        |
|  | 15 ianuarie 2020               |                         | SCM Gloria Buzău                     | 23 |                    |                  |                                   |                                   |                    |                    |  |  |            |            |  |  |        |        |
|  |                                | CS Minaur Baia Mare     | 20                                   |    |                    |                  |                                   |                                   |                    |                    |  |  |            |            |  |  |        |        |
|  | ACS Chișineu-Criș              | CS Minaur Baia Mare     | 20                                   | 27 |                    |                  |                                   |                                   |                    |                    |  |  |            |            |  |  |        |        |
|  | ACS Chișineu-Criș              | 18 februarie 2020       |                                      | 27 |                    |                  |                                   |                                   |                    |                    |  |  |            |            |  |  |        |        |
|  | CS Minaur Baia Mare            | 38                      |                                      |    |                    |                  |                                   |                                   |                    |                    |  |  |            |            |  |  |        |        |
|  | CS Minaur Baia Mare            | 38                      | CS Minaur Baia Mare                  | 29 |                    |                  |                                   |                                   |                    |                    |  |  |            |            |  |  |        |        |
|  | 15 ianuarie 2020               |                         | CS Minaur Baia Mare                  | 29 |                    |                  |                                   |                                   |                    |                    |  |  |            |            |  |  |        |        |
|  |                                | AHCM Slobozia           | 20                                   |    |                    |                  |                                   |                                   |                    |                    |  |  |            |            |  |  |        |        |
|  | CS Activ Ploiești              | AHCM Slobozia           | 20                                   | 19 |                    |                  |                                   |                                   |                    |                    |  |  |            |            |  |  |        |        |
|  | CS Activ Ploiești              |                         |                                      | 19 |                    |                  |                                   |                                   |                    |                    |  |  |            |            |  |  |        |        |
|  | AHCM Slobozia                  | 24                      |                                      |    |                    |                  |                                   |                                   |                    |                    |  |  |            |            |  |  |        |        |
|  | AHCM Slobozia                  | 24                      |                                      |    |                    |                  |                                   |                                   |                    |                    |  |  |            |            |  |  |        |        |

## Clasament și statistici
| Actualizat pe 6 septembrie 2020 \| Poz. \| Nume \| Echipă \| Meciuri \| Goluri \| \| ---- \| -------------------------- \| ------------------ \| ------- \| ------ \| \| 1 \| Alina Ilie (ROU) \| SCM Gloria Buzău \| 5 \| 26 \| \| 2 \| Elena Livrinikj (MKD) \| CS Rapid București \| 5 \| 25 \| \| 3 \| Ștefania Lazăr (ROU) \| CS Rapid București \| 5 \| 22 \| \| 4 \| Elizabeth Omoregie (SLO) \| CSM București \| 5 \| 21 \| \| 5 \| Alexandra Dindiligan (ROU) \| „U” Cluj \| 3 \| 19 \| \| 5 \| Crina Pintea (ROU) \| CSM București \| 5 \| 19 \| \| 7 \| Cristina Neagu (ROU) \| CSM București \| 5 \| 18 \| \| 7 \| Rebeca Necula (ROU) \| „U” Cluj \| 3 \| 18 \| \| 7 \| Ioana Neamțu (ROU) \| CSM Roman \| 2 \| 18 \| \| 10 \| Jasna Boljević (MNE) \| CS Rapid București \| 5 \| 17 \| \| 10 \| Asma Elghaoui (HUN) \| SCM Râmnicu Vâlcea \| 4 \| 17 \| \| 10 \| Irina Glibko (UKR) \| SCM Râmnicu Vâlcea \| 4 \| 17 \| \| 10 \| Marta López (SPA) \| SCM Râmnicu Vâlcea \| 4 \| 17 \| | Jucătoarea competiției (MVP) - Marta López (SPA) (SCM Râmnicu Vâlcea) Cea mai bună marcatoare (golgheter) a Final4 - Cristina Neagu (ROU) (CSM București, 12 goluri) Cea mai bună apărătoare a Final4 - Crina Pintea (ROU) (CSM București) Cel mai bun portar al Final4 - Marta Batinović (MNE) (SCM Râmnicu Vâlcea) |                    |         |        |
| Poz. | Nume | Echipă             | Meciuri | Goluri |
| 1 | Alina Ilie (ROU) | SCM Gloria Buzău   | 5       | 26     |
| 2 | Elena Livrinikj (MKD) | CS Rapid București | 5       | 25     |
| 3 | Ștefania Lazăr (ROU) | CS Rapid București | 5       | 22     |
| 4 | Elizabeth Omoregie (SLO) | CSM București      | 5       | 21     |
| 5 | Alexandra Dindiligan (ROU) | „U” Cluj           | 3       | 19     |
| 5 | Crina Pintea (ROU) | CSM București      | 5       | 19     |
| 7 | Cristina Neagu (ROU) | CSM București      | 5       | 18     |
| 7 | Rebeca Necula (ROU) | „U” Cluj           | 3       | 18     |
| 7 | Ioana Neamțu (ROU) | CSM Roman          | 2       | 18     |
| 10 | Jasna Boljević (MNE) | CS Rapid București | 5       | 17     |
| 10 | Asma Elghaoui (HUN) | SCM Râmnicu Vâlcea | 4       | 17     |
| 10 | Irina Glibko (UKR) | SCM Râmnicu Vâlcea | 4       | 17     |
| 10 | Marta López (SPA) | SCM Râmnicu Vâlcea | 4       | 17     |